# Konstantinos Tasoulas
Konstantinos Tasoulas (grško Κωνσταντίνος Τασούλας, latinizirano: Konstantínos Antoníou Tasoúlas), grški politik in odvetnik; * 17. julij 1959.
Je grški politik in odvetnik, od leta 2025 predsednik Grčije. Pred tem je bil med letoma 2019 in 2025 predsednik grškega parlamenta. Kot član stranke Nova demokracija je bil poslanec iz Ioannine večina časa od leta 2000 do imenovanja na mesto predsednika republike. Med letoma 2014 in 2015 je bil na kratko tudi minister za kulturo in šport v času vlade Antonisa Samarasa.

## Mladost
Tasoulas se je rodil v Ioannini v Grčiji 17. julija 1959. Študiral je na Pravni fakulteti v Atenah Nacionalne in Kapodistrske univerze v Atenah, kjer je leta 1981 diplomiral iz prava. Delal je kot odvetnik v Atenah in Londonu.

## Zgodnja politična kariera
Stranki Nova demokracija se je pridružil že od zgodnjega začetka in je od leta 1981 do 1990 deloval kot posebni sekretar v uradu politika Evangelosa Averoffa. Leta 1990 je bil izvoljen v občinski svet okrožja Kifissia v Atenah, leta 1994 pa je bil izvoljen za župana.
Leta 1990 je bil imenovan za vodjo Organizacije za podporo izvozu, kjer je deloval do leta 1993.

## Parlamentarna kariera
Leta 2000 je bil izvoljen za poslanca iz Ioannine, izvoljen pa je bil tudi na vse nadaljnjih volitvah. Leta 2006 je bil imenovan za poslanca stranke Nova demokracija v parlamentu, leta 2010 pa je prevzel mesto generalnega sekretarja stranke. Leta 2007 je bil namestnik ministra za obrambo, v obdobju 2014–2015 pa minister za šport in kulturo. 
Po splošnih volitvah leta 2019 je bil Tasoulas izvoljen za predsednika grškega parlamenta. Poleg vladne stranke ND je prejel tudi podporo opozicijskih strank Syriza, KINAL, EL in MeRA25, Komunistična partija Grčije pa je prispevala 15 "prisotnih" volivcev in dva vzdržana glasovanja ( Dimitris Tzanakopoulos in Effie Achtsioglou). To je bilo tudi prvič, da je bil predsednik parlamenta izvoljen z javnim glasovanjem.

## Predsednik Grčije
Januarja 2025 je premier Kiriakos Micotakis parlamentu predložil v odobritev kandidaturo Tasoulasa za grškega predsednika. Tasoulas je sprejel nominacijo, bil pa je deležen kritik opozicije. Po štirih krogih glasovanja ga je parlament 12. februarja 2025 izvolil. Prejel je 160 od 300 glasov poslancev. Prisegel je 13. marca 2025.

## Osebno življenje
Tasoulas je poročen s Fani Stathopoulou in imata dva otroka.